# Jocelyn Jee Esien
Jocelyn Jee Esien (* 2. März 1979 in Hackney, London) ist eine britische Comedian, Schauspielerin und Autorin nigerianischer Herkunft. Bekannt wurde sie unter anderem durch ihr Erscheinen in der britischen Versteckte Kamera-Sendung 3 Non-Blondes, im deutschsprachigen Raum vor allem aber durch ihre eigene Sketchsendung namens Little Miss Jocelyn.

## Biografie
Esien besuchte die Raine's Foundation School und begann ein Jura-Studium, bevor sie dies aufgrund eines Schauspiel-Studiums aufgab. Ihren Abschluss machte sie an der Guidhall School of Music and Drama. Bekannt wurde sie unter anderem durch ihr Erscheinen in der BBC-Sendung 3 Non-Blondes, aber auch durch Auftritte in anderen Fernsehsendungen wie The Fast Show oder The Bill. 2006 schrieb sie mit Little Miss Jocelyn ihre erste eigene Fernsehsendung, in der sie mehrere verschiedene Rollen verkörperte. 2008 folgte eine zweite Staffel. Kurios ist die Tatsache, dass die Sendung sowohl in Großbritannien als auch in den USA die erste Solo-Sketchshow einer schwarzen Frau im Fernsehen war. In Großbritannien war die Sendung auf BBC Three und BBC Two zu sehen, in Deutschland waren beide Staffeln als Erstausstrahlung auf dem Fernsehsender Comedy Central Deutschland zu sehen, wobei Sandra Schwittau die Synchronisation sämtlicher von Esien verkörperten Rollen übernahm.
2000 erhielt Esien den Award für den besten Newcomer bei den Black International Comedy Awards, 2006 folgte der New Talent Award bei den Women in Film and Television Awards 2006.
2007 war Esien im Comic Relief-Video Walk This Way der Bands Girls Aloud und Sugababes, wo sie in ihrer Rolle als Jiffy aus Little Miss Jocelyn Ewen Macintosh einen Strafzettel ausstellt.
Esien war darüber hinaus in The Sarah Jane Adventures als Carla, der Mutter von Clyda Langer zu sehen.
Am 11. Juni 2009 gab Esien bekannt, dass es keine dritte Staffel von Little Miss Jocelyn geben wird. Es folgte im November 2009 ein Auftritt als Kellnerin Cindie Smith in der ITV-Sendung Collision.
Ab 22. September 2010 kehrte Esien zu BBC Three für die achtteilige Comedy-Stuntshow One Non-Blond: Down Under zurück. Im gleichen Jahr war sie neben anderen britischen Comedians in Ronnie Corbetts Weihnachtsspecial The One Ronnie zu sehen, was auf BBC One gesendet wurde.
2011 hatte Esien Auftritte in den britischen Comedyshows Anuvahood und Some Girls.
Im Januar und Februar 2013 gehörte sie zur Besetzung von One Monkey Don't Stop No Show, welches vom Bühnenautor Don Evans geschrieben und im Tricycle Theatre seine Premiere feierte. Danach wurde das Stück im ganzen Königreich aufgeführt.
Im gleichen Jahr hatte Esien einen Auftritt als Kelly in der BBC-Comedyshow Gangsta Granny.
Weitere Rolle hatte Esien in den Fernsehsendungen Autumn Leaves, Some Girls, Uncle Max, After You've Gone, Holby City, The Lenny Henry Show, Ed Stone Is Dead, Comedy Nation, The Fast Show, Douglas, The Bill und im Fernsehfilm The Name of Love. Außerdem hatte sie eigene Bühnenshows.
Zudem hatte sie einen Auftritt im britischen Tanzfilm StreetDance 3D und schrieb eine Episode für die amerikanische Reality-TV-Show Jon & Kate Plus 8.